# Les Forçats de la gloire
Pour plus de détails, voir Fiche technique et Distribution.
Les Forçats de la gloire (The Story of G.I. Joe) est un film américain réalisé en 1945 par William Wellman. La distribution comprend Robert Mitchum et Burgess Meredith dans le rôle du correspondant de guerre Ernie Pyle.
En 2009, le film est rentré dans le National Film Registry pour conservation à la Bibliothèque du Congrès aux États-Unis.

## Synopsis
Durant la Seconde Guerre mondiale, Ernie Pyle, correspondant de guerre, suit la progression de la Compagnie C du 18° Régiment d'Infanterie américain, d'abord en Afrique du Nord, puis en Sicile et au cœur de l'Italie, notamment pendant la Bataille de Monte Cassino...

## Fiche technique
- Scénario : Leopold Atlas, Guy Endore et Philip Stevenson, basé sur la correspondance de guerre d'Ernie Pyle
- Photographie : Russell Metty
- Assistant réalisateur : Robert Aldrich
- Musique : Louis Applebaum et Ann Ronell
- Producteurs : Lester Cowan et David S. Hall
- Distribution : United Artists
- Sortie France : 9 octobre 1946
- Genre : Film de guerre
- Format : noir et blanc
- Durée : 108 minutes

## Distribution
- Burgess Meredith : Ernie Pyle / Narrateur
- Robert Mitchum : Lieutenant (puis Capitaine) Bill Walker
- Freddie Steele : Sergent Steve Warnicki
- Wally Cassell : Dondaro
- John R. Reilly : Robert « Wingless » Murphy
- Bill Murphy  : Mew
- Avec la participation d'anciens combattants américains en Afrique du Nord et en Italie.

## Critique
À travers le récit d'Ernie Pyle, authentique correspondant de guerre (décédé sur une île japonaise du Front Pacifique le 18 avril 1945), William A. Wellman décrit, avec son sens du réalisme habituel, le quotidien de ces soldats américains (comme il le fera en 1949 avec Bastogne - Battleground -).

## Distinction
- National Film Preservation Board en 2009.